# Abyssophilos
Abyssophilos is een geslacht van kreeftachtigen uit de klasse van de Ostracoda (mosselkreeftjes).

## Soort
- Abyssophilos ktis Jellinek & Swanson, 2003